# オキーチョビー湖
オキーチョビー湖（オキーチョビーこ、Lake Okeechobee）はアメリカ合衆国フロリダ州に位置する淡水湖である。レイク・オー、ビッグ・レイク、または単にレイクとも呼ばれる。

## 地理
この湖はアメリカ合衆国領土内に位置する湖としては4番目の大きさで、1890km2（琵琶湖の約3倍）を誇る。比較的水深が浅く、平均水深は3mである。上記のように非常に広大であるため、湖はグレーズ郡、オキーチョビー郡、マーティン郡、パームビーチ郡そしてヘンドリー郡にまたがる。地図上ではこれらの5つの郡の境界線がちょうど湖の中心で交差している。

## 特徴
湖底の組成は石灰岩であり最大深度は4mとなっている。水の色は濁った色をしているが、これは周辺の農地から流れ出るリンなどで湖が富栄養化していることが原因である。1928年のハリケーンにより老朽化した堤防が破壊されて周辺に大洪水を引き起こし数千名の命を奪った。災害の後アメリカ陸軍によって高さ6mの堤防が湖の全周に渡って築かれた。
湖への水の供給源はキシミー川、フィッシュイーティング川、イストックポーガ湖、テイラー川、より小規模なものでナビンスラウ、ニコデーマス・スラウがある。そのなかでキシミー川が最大であり、オキーチョビー湖へ流入する水の60％以上を供給している。2番目はフィッシュイーティング川でおよそ9%である。20世紀より前はイストックポーガ湖はイストックポーガ川でキシミー川と繋がっていたが、雨季にはあふれてインディアンプレーリーを幅40kmにわたって流れオキーチョビー湖へと達していた。現在はイストックポーガ湖からはいくつかの運河を通ってオキーチョビー湖へ、イストックポーガ川を置き換えた運河を経由してキシミー川へと水は流れている。オキーチョビー湖からはもともとはエバーグレーズへと水は流出していたが、その大半は沿岸部の川へと繋がる運河、マイアミ川へと繋がるマイアミ運河や東のニュー川、南西のカルーザハッチー川（カルーザハッチー運河およびヒックポチー湖経由）へと振り向けられている。
湖に向かう「ジョー・オーヴァーストリート道」は国内外で有名なバードウォッチングサイトでありカナダヅル・アメリカシロヅル・ハクトウワシ・クロコンドル・その他数多くの水鳥を観察することができる。

## 名前の由来
オキーチョビーという名前は現地先住民族の言葉で水を表すokiという言葉と大きいを意味するchubiという言葉に由来しており、文字通り大きな湖という意味である。またかつては「マカコ」や「マヤイミ」と呼ばれており、この名はフロリダの大都市マイアミや湖から流出するマイアミ川の名前の由来となっている。

## 歴史
オキーチョビー湖は6000年前に海水位が後退した時に内地に水が閉じ込められ、巨大な水溜りとして形成されたと考えられている。

## ハリケーンの猛威
1926年にマイアミハリケーンが周辺地域を通過し約300人が亡くなった。2年後の1928年にはオキーチョビー・ハリケーンが湖上を通過し甚大な被害を及ぼした。赤十字の報告によると連邦気象局発表の1836人の死者を出したと言われている（この数値は2003年に「最低2500人」と改定された）。上記の両方のケースで強烈な暴風が高潮を発生させ周辺一帯を洪水で水浸しにしたため死者が多数でた。この災害の後フロリダでは「オキーチョビー洪水監視局」が発足している。この監視局は合衆国陸軍と協力して二度とこのような災害が起こらないように努めている。当時のフーヴァー大統領が現地を訪れた後、湖には陸軍の土木工事部隊によって運河、水門、堤防などが建設された。1947年のフォートランダーデールハリケーンの際には新堤防を越える高波が発生したため1960年代に、堤防が改築され更に高さが高められた。
近年発生している大ハリケーンによる周辺集落への被害は新堤防のおかげでほとんど発生していない。

## 国立トレイル
オキーチョビー湖を囲む幅6mの堤防（周辺に立地するフロリダトレイル）は景観保全を目的とした国立トレイルとして認定されている。舗装されたこの遊歩道は湖の全周を覆っておりハイキングやサイクリングに興じる人々の憩いの場となっている他、十分な広さがあることから許可を受けた車両も通行することができる。